# Roy Scheider
Roy Richard Scheider (ur. 10 listopada 1932 w Orange, zm. 10 lutego 2008 w Little Rock) – amerykański aktor filmowy i telewizyjny.

## Życiorys

### Wczesne lata
Urodził się w Orange w New Jersey jako syn Anny (z domu Crosson) i mechanika samochodowego Roya Bernharda Scheidera. Jego matka była katoliczką pochodzenia irlandzkiego, a ojciec był protestantem pochodzenia niemieckiego.
Jako dziecko Scheider był sportowcem, uczestniczył w zorganizowanych meczach baseballowych i bokserskich, dla których był klasyfikowany w wadze półśredniej, ważył 140 funtów. Scheider rywalizował w turnieju bokserskim Diamond Gloves Boxing Tournament w Elizabeth w New Jersey. W 1955 uczył się w szkole Columbia High School w Maplewood, w stanie New Jersey i został uhonorowany w 1985 roku w szkolnej hali sławy. Wkrótce porzucił swoje rękawice bokserskie i zdecydował się grać na scenie, studiował dramat zarówno na Uniwersytecie Rutgersa, jak i we Franklin & Marshall College w Lancaster w Pensylwanii, gdzie był członkiem koalicji Phi Kappa Psi.

### Kariera
Po studiach i odbyciu trzyletniej służby wojskowej w USAF, zaczął występować na scenach teatralnych. W 1961 roku, jako Merkucjo w spektaklu Romeo i Julia, podczas New York Shakespeare Festival. W 1963 roku trafił na Broadway w przedstawieniu The Chinese Prime Minister, a w 1964 w produkcji off-broadwayowskiej Bena Jonsona The Alchemist. W 1965 na deskach American National Theatre and Academy, Washington Square Theatre w komedii Moliera Świętoszek pojawił się jako Clerk i sierżant. W 1968 zdobył nagrodę Obie za grę na scenach off-broadwayowskich.
W kinie debiutował w 1963. Przełomowy w jego karierze był rok 1971, kiedy to zagrał w filmach: Klute i Francuski łącznik (The French Connection). Drugoplanowa rola we Francuskim łączniku przyniosła mu nominację do Oscara. Kolejną, tym razem za najlepszą rolę pierwszoplanową, otrzymał w 1979 za kreację w musicalu Cały ten zgiełk w reżyserii Boba Fosse’a. Wielką popularność zdobył dzięki roli szeryfa Martina Brody'ego w legendarnych Szczękach (Jaws, 1975) Stevena Spielberga u boku Roberta Shawa i Richarda Dreyfussa.
Ma na koncie kilkadziesiąt różnorodnych ról filmowych. Grał w filmach sensacyjnych (Błękitny grom, Czwarta wojna), ale także dramatach (Obywatel Welles) i dziełach eksperymentalnych (Nagi lunch). Był gwiazdą realizowanego w latach 1993-96 serialu s-f SeaQuest.
8 listopada 1962 poślubił Cynthię Eddenfield Bebout, z którą miał córkę Maximillię. Jednak w roku 1986 doszło do rozwodu. 11 lutego 1989 ożenił się z reżyserką filmów dokumentalnych Brendą King, z którą miał dwójkę dzieci: syna Christiana Verriera (ur. 20 stycznia 1990) i adoptowaną córkę Molly. Pozostali małżeństwem aż do jego śmierci.

### Choroba i śmierć
W 2004 Scheider zachorował na szpiczaka mnogiego. Pomimo przebytego w czerwcu 2005 przeszczepu szpiku kostnego, nie udało mu się pokonać choroby. Według relacji żony bezpośrednią przyczyną śmierci były powikłania związane z infekcją gronkowcową. Zmarł 10 lutego 2008 w The University of Arkansas Medical Sciences Hospital w Little Rock w stanie Arkansas w wieku 75 lat.
Niespełna rok przed śmiercią, wiosną 2007 przebywał z wizytą w Polsce. W Krakowie realizował zdjęcia do swojego najnowszego i jak się później okazało ostatniego filmu Iron Cross.

## Wybrana filmografia
- Klute (1971) jako Frank Ligourin
- Francuski łącznik (1971) jako Buddy Russo
- Od siedmiu wzwyż (1973) jako Buddy Mannuci
- Szczęki (1975) jako szeryf Martin Brody
- Maratończyk (1976) jako Doc Levy
- Cena strachu (1977) jako Jackie Scanlon/Juan Dominguez
- Szczęki 2 (1978) jako szeryf Martin Brody
- Cały ten zgiełk (1979) jako Joe Gideon
- Ostatni uścisk (1979) jako Harry Hannan
- W nocnej ciszy (1982) jako Sam Rice
- Błękitny grom (1983) jako Frank Murphy
- 2010: Odyseja kosmiczna (1984) jako dr Heywood Floyd
- Ostatnia rozgrywka (1986) jako Harry Mitchell
- Cohen i Tate (1989) jako Cohen
- Czwarta wojna (1989) jako płk. Jack Knowels
- Wydział Rosja (1990) jako Russell
- Nagi lunch (1991) jako dr Benway
- Krwawy Romeo (1993) jako Don Falcone
- Zaklinacz deszczu (1997) jako Wilfred Keeley
- Pociąg skazańców (1998) jako Enzo Marcelli
- Rozjemca (1998) jako prezydent Robert Baker
- Obywatel Welles (1999) jako George Schaefer
- Nuklearna walizka (2000) jako Jack Cahill
- Król Teksasu (2002) jako Westover
- Dobra Wojna (2002) jako pułkownik Gartner
- Dracula II: Odrodzenie (2003) jako kardynał Sisqueros
- Punisher (2004) jako Frank Castle Sr.
- Dracula III: Dziedzictwo (2005) jako kardynał Sisqueros
- Poeta (2007) jako Rabbi
- Fatalne pragnienie (2007) jako Linus
- Dark Honeymoon (2008) jako Sam
- Iron Cross (2009) jako Joseph